# چوکته
چوکته (به لهستانی:  Czukty) یک روستا در لهستان است که در گمینا کوواله اولتسکیه واقع شده‌است.